# 6 жовтня
6 жовтня — 279-й день року (280-й у високосні роки) в григоріанському календарі. До кінця року залишається 86 днів.

## Свята і пам'ятні дні

### Міжнародні
- ООН: Всесвітній день охорони місць проживання
або «Всесвітній день середовища проживання». Затверджено у 1979 році в рамках Конвенції про охорону дикої флори та фауни і природних середовищ існування в Європі.
- День помічника лікаря. (асистента)

### Національні
- Білорусь: День архівіста.
- Казахстан: День бухгалтера і аудитора.
- Туркменістан: День пам'яті і національної жалоби.
- Молдова: Національний день вина.
- Шрі-Ланка: День вчителя.
- Єгипет: День збройних сил.
- Куба: День пам'яті жертв державного тероризму.
- США:
  - Національний день тренерів.
  - Національний день локшини.

### Релігійні
Православ'я:
- Апостола Фоми.
- Сщмч. Никифора, екзарха Константинопольського патріарха в Україні.

Католицтво:
- Бруно Кельнський.

## Іменини
✝  Католицькі: Артур, Зіта, Роксолана
✙ Православні: Фома, Никифор

## Події
- 1553 — за наказом султана Сулеймана І Пишного був страчений його син — Шехзаде Мустафа
- 1596 — розпочався Берестейський церковний собор
- 1618 — українське військо на чолі з П. Сагайдачним вирушило у бік Москви і розгромило московське військо Бутурліна.
- 1648 — війська Богдана Хмельницького взяли в облогу Львів.
- 1701 — Києво-Могилянській колеґії надано статус академії.
- 1829 — перший пробний пробіг від Манчестера до Ліверпуля здійснив паровоз «Ракета», збудований британським винахідником Дж. Стефенсоном.
- 1848 — у Відні розпочалося народне повстання, яке вилилось у революцію 1848—1849 рр.
- 1917 — відбувся І Всеукраїнський з'їзд товариств «Просвіта».
- 1927 — у Нью-Йорку відбулася прем'єра першого звукового фільму.
- 1948 — в Ашгабаті стався один із найпотужніших землетрусів у світі, що спричинив великі людські жертви. Тепер у Туркменістані цього дня відзначається День поминання.
- 1973 — атакою єгипетських та сирійських військ під час єврейського свята Йом-Кіпур почалася Війна Судного дня між Ізраїлем та арабськими країнами.
- 1975 — київське «Динамо» виграло Суперкубок УЄФА у клубу «Баварія» (Мюнхен) в другому матчі 2:0 (перший 1:0).
- 2007 — між Росією, Білоруссю і Казахстаном укладений Договір «Про створення єдиної митної території і формування Митного союзу».
- 2018 - відкрилися III Літні Юнацькі Олімпійські ігри в Буенос-Айресі, Аргентина

## Народились
Дивись також Категорія:Народились 6 жовтня
- 1459 — Мартін Бегайм, німецький науковець і мореплавець, творець найстарішого із збережених до наших днів глобуса, відомого під назвою Земне яблуко.
- 1732 — Невіль Маскелін, британський астроном.
- 1773 — Луї-Філіпп I, король Франції.
- 1835 — Леонард Марконі, львівський скульптор, педагог італійського походження. Майстер архітектурної пластики доби історизму. Тесть скульптора Антонія Попеля.
- 1857 — Сергій Світославський, український маляр-пейзажист і карикатурист.
- 1864 — Сергій Шелухін, український громадсько-політичний діяч, публіцист, міністр судових справ УНР.
- 1877 — Іван Бурячок, український художник театру, живописець, графік. Головний художник театру М. Садовського в Києві.
- 1881 — Іван Кочерга, український драматург (†1952).
- 1882 — Кароль Шимановський, польський композитор, піаніст, музичний діяч і публіцист (уродженець Черкащини).
- 1887 — Шарль Едуар ле Корбюзьє, французький архітектор.
- 1897 — Анджапарідзе Веріко Івліанівна, грузинська актриса театру та кіно, театральний режисер, педагог.
- 1910 — Роман Кравчук, один із керівників українського визвольного руху, член Проводу ОУН (бандерівців) і провідник ОУН на ЗУЗ.
- 1914 — Тур Геєрдал, норвезький етнограф, археолог, натураліст, мандрівник, письменник (†2002).
- 1916 — Пабло Паласуело, іспанський скульптор.
- 1921 — Євген Ландіс, видатний український і радянський математик, професор, доктор фізико-математичних наук.
- 1924 — Лев Венедиктов, хоровий диригент.
- 1929 — Михайло Грицюк, видатний український скульптор
- 1931 — Ріккардо Джакконі, американський астрофізик італійського походження, лауреат Нобелівської премії з фізики 2002 року «за створення рентгенівської астрономії і винахід рентгенівського телескопа».
- 1940 — Юозас Будрайтіс, литовський актор театру та кіно, дипломат.
- 1948 — Олександр Рєзанов, український радянський гандболіст, олімпійський чемпіон (1976).
- 1956 — Ілля Мате, український радянський борець, олімпійський чемпіон (1980).
- 1964 — Ольга Семенова, українська радянська гандболістка, бронзовий призер Олімпійських ігор (1988).
- 1971 — Вадим Гутцайт, український фехтувальник, олімпійський чемпіон (1992).
- 1980 — Оксана Яковлєва, українська біатлоністка.
- 1989 — Сергій Мошляк, український ді-джей, музикант, композитор, та продюсер.

## Померли
Дивись також Категорія:Померли 6 жовтня
- 1889 — Жуль Дюпре, французький художник, представник Барбізонської школи, один із засновників французького реалістичного пейзажу (*1811)
- 1892 — Альфред Теннісон, англійський поет-романтик, 1-й барон Теннісон (*1809).
- 1919 — Рікардо Пальма Соріано, перуанський письменник, учений, бібліотекар (*1833) .

- 1926 — Володимир Гнатюк, український етнограф, фольклорист, мовознавець та громадський діяч, академік АН України (*1871).
- 1941 — Теофіл Ріхтер, український та радянський музикант, викладач, композитор. Батько Святослава Ріхтера (*1872).
- 1948 — Іван Черінько, український і туркменський художник і педагог (*1908).
- 1989 
  - Бетті Девіс, американська акторка театру, кіно та телебачення. Лауреат двох премій Оскар та Золотого глобуса (*1908).
  - Корчак Яромір, чеський географ, демограф і статистик (*1895).
- 1999 — Амалія Родрігеш, португальська співачка фаду та акторка (*1920).
- 2014 — Павло Муравський, видатний український хоровий диригент і педагог (*1914).
- 2017 — Ральфі Дьюрен Мей, американський стендап-комік і актор (*1972)
- 2018 — Монсеррат Кабальє, іспанська і каталонська оперна співачка (*1933)
- 2019 — Джинджер Бейкер, вокаліст, композитор, автор текстів, продюсер, барабанщик рок-гурту «Cream» (*1939)